# Проспект Текстильщиков (Кострома)
Проспект Текстильщиков — улица в историческом центре Костромы. Лучом, подобно улицам Ленина, Свердлова, Симановского, Советской, Шагова, проспекту Мира, отходит от Сусанинской площади, идёт на северо-запад до улицы Ерохова.

## История
Улица проложена по прямому указанию губернатора от 15 мая 1796 года, сделанному приставу первой части Костромы Матвею Буженинову. Проходила по уже существовавшей городской застройке, где были и шедшие в разных направлениях улица Брагина и переулки Коровкин, Грязный, Щербов и т. д., а за ними следовали огороды и сенокосы, в целом местность была болотистой.
В конце XVII века на улице (в районе современного д. 6) возведена церковь Рождества Христова
Впервые улица указана на плане 1781—1784 годов под названием Цареконстантиновская, по имени близ расположенной (на месте владения проспект Текстильщиков, 46) Цареконстантиновской церкви. В повседневном обиходе употреблялось название Царевская.
В ноябре 1918 года улица была переименована в Пролетарскую. В 1935 году церковь Рождества Христова была снесена.

## Достопримечательности
Торговые (Большие мучные) ряды
д. 2 — Пожарная каланча 

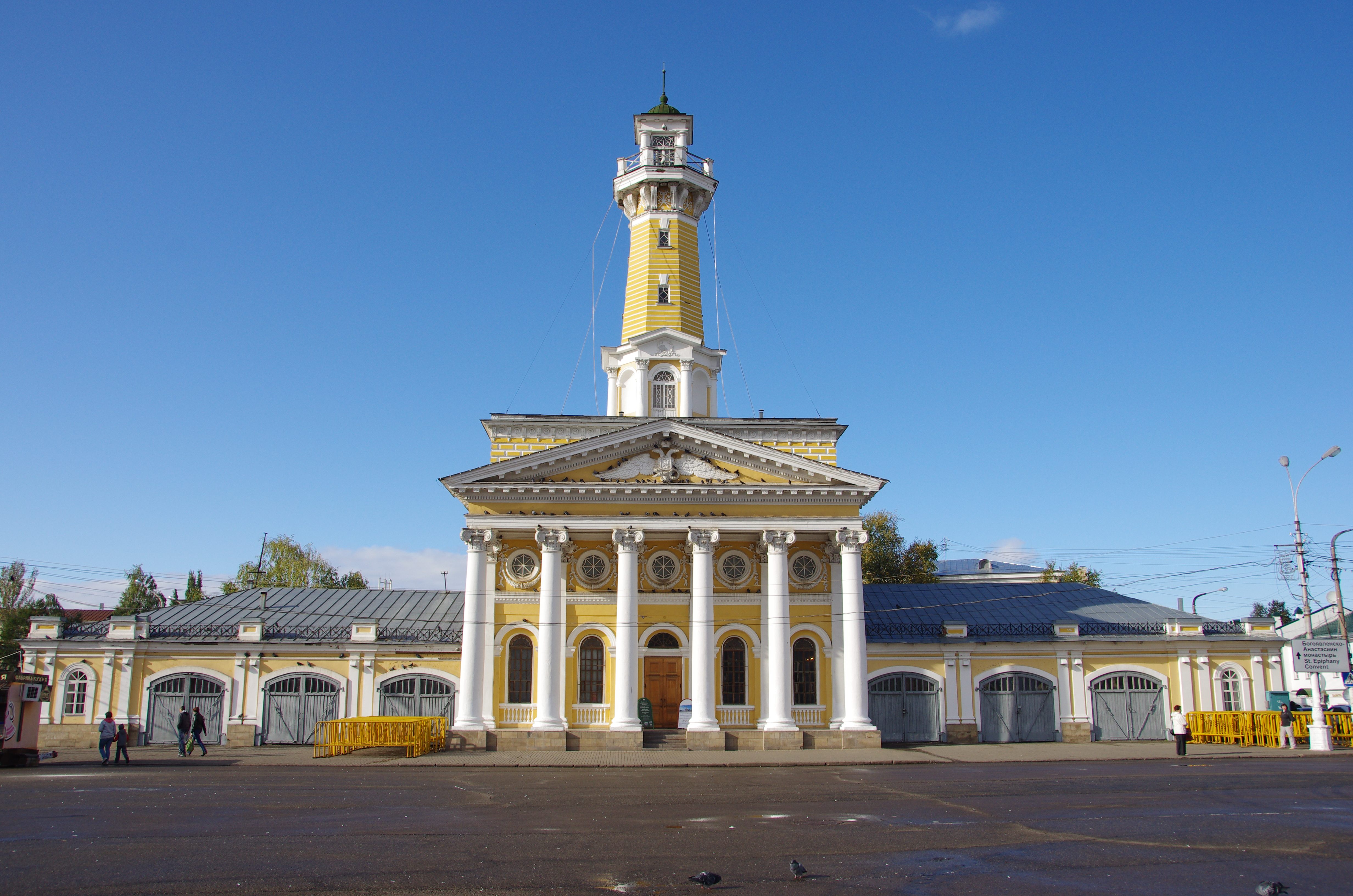
Пожарная каланча

д. 4 — бывшее полицейское управление
д. 73а — бывший дом Синцова-Шипова

## Известные жители

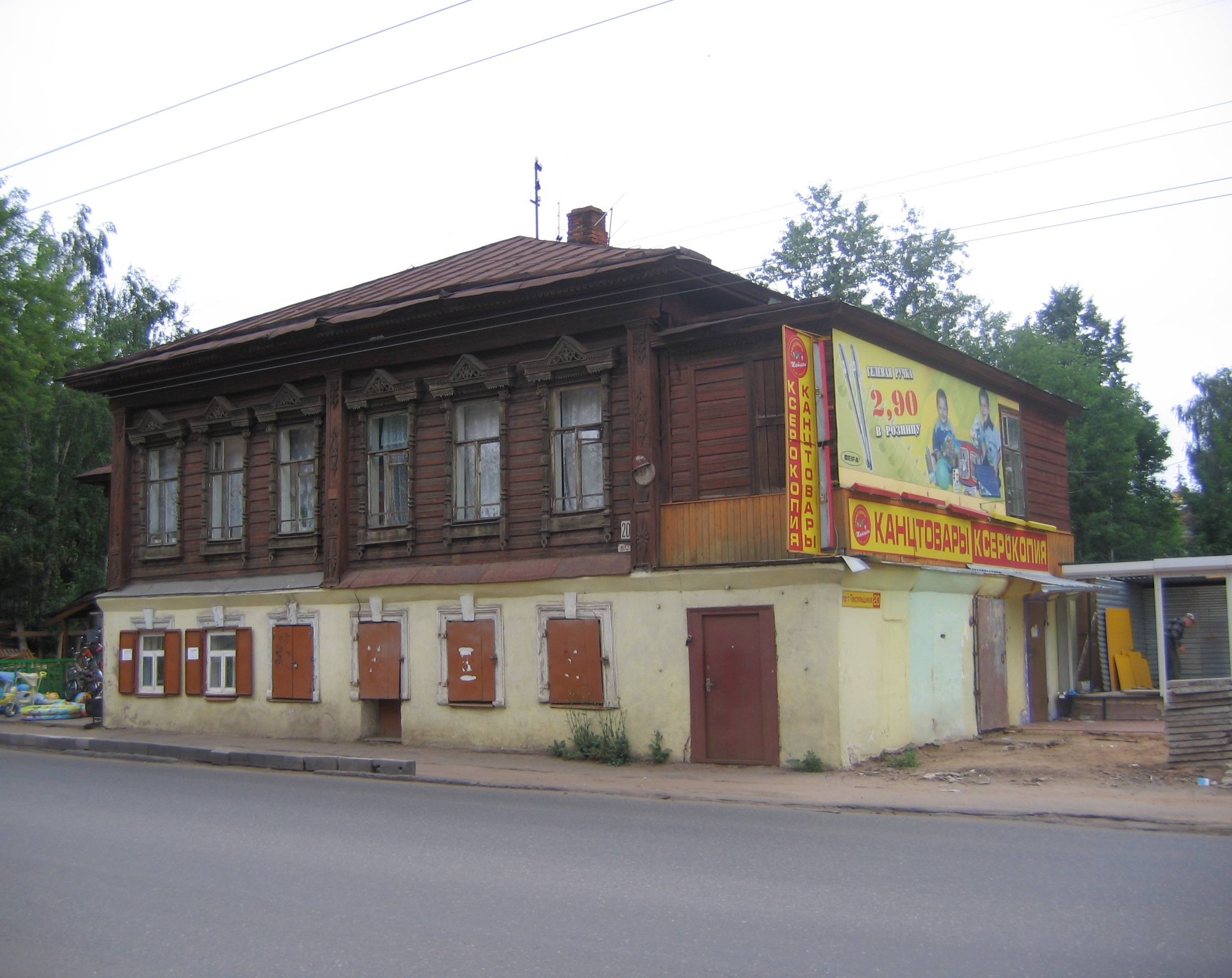
д. 20

д. 20 — Ф. И. Щеколдин, потомственный почётный гражданин, толстовец, российский революционер, социал-демократ, русский писатель, поэт, литератор.
д. 32 — З. В. Жданова, педагог, директор первой музыкальной школы города (мемориальная доска)